# Агранович, Евгений Данилович
Евге́ний Дани́лович Аграно́вич (13 октября 1918, Орёл — 29 января 2010, Москва) — советский и российский кинодраматург, сценарист, поэт, прозаик, бард, художник, автор широко известной песни «Я в весеннем лесу пил берёзовый сок». Брат кинорежиссёра Леонида Аграновича.

## Биография
Родился 13 октября 1918 года в Орле в семье Даниила Яковлевича Аграновича и Марии Лейзеровны (Лазаревны) Пантиелевой (1886—1968). Однако впоследствии при составлении документов дата была записана как 14 ноября 1919 года — этот вариант на протяжении десятилетий считался официальным.
Начал писать песни с 1938 года. Член ВЛКСМ с 1939 года.
С началом Великой Отечественной войны пошёл на фронт. В военных частях продолжал сочинять стихи и песни, некоторые из них получили анонимное распространение и фактически стали народными. С 1941 года воевал на Западном фронте (10-я армия), был сотрудником фронтовой газеты «Бей врага». С апреля 1944 года — на 2-м Белорусском фронте (49-я армия) в дивизионной газете 385-й стрелковой дивизии «За Сталина». Старший лейтенант.
Многие стихи Аграновича легли в основу песен, написанных профессиональными композиторами. На текст его стихотворения «Моё поколение», созданного ещё на фронте, была сочинена песня «К неоткрытому полюсу». Автор музыки — композитор Виктор Агранович.
В 1948 году, по окончании Литературного института имени А. М. Горького, работал журналистом в газете Осоавиахима, где писал статьи о событиях в воинских частях по заданию редакции. Затем работал по договору на ЦКДЮФ имени М. Горького, писал сценарии для «Союзмультфильма».
Умер 29 января 2010 года. Похоронен в Москве на Востряковском кладбище (42 уч.).

## Семья
Сын Никита.
Брат Леонид Агранович (1915—2011), кинорежиссёр, сценарист и драматург.
Двоюродные братья — Алексей Пантиелев (1913—1977), писатель; Яков Пантиелев (1923—2002), учёный в области агрономии и агротехники, доктор сельскохозяйственных наук, автор популярных пособий по садоводству. Именем другого двоюродного брата — лейтенанта Аркадия Пантиелева (1919—1944) — названа улица в Верхнедвинске.

## Наиболее известные песни
- «Одесса-мама» (в соавторстве с Б. Смоленским, 1938—1951).
- «Солдат из Алабамы».
- «Пыль» (первые 4 строфы по стихам Р. Киплинга в переводе А. Оношкович-Яцыны, 1941—1943).
- «Лина» (1942).
- «Я в весеннем лесу пил берёзовый сок…»  (1954; звучит в фильме «Ошибка резидента» (1968) в исполнении Михаила Ножкина).
- «Песня парашютистов» (из кинофильма «Прыжок на заре», музыка Л. В. Афанасьева).
- «Скользит тропа среди камней».
- «Последний рыцарь на Арбате».
- «Малюсенький моллюск».
- «Сабля-любовь» («Любовь стараясь удержать…») (конец 1950-х).
- «Вечный огонь» («От героев былых времён…» 1970; звучит в фильме «Офицеры», музыка Р. М. Хо́зака).
- «Лебединая песня»  (1991).

## Фильмография
| Год  |     | Название                                      | Роль                  |
| ---- | --- | --------------------------------------------- | --------------------- |
| 1959 | ф   | «День последний, день первый»                 | сценарий              |
| 1959 | ф   | «Необыкновенное путешествие Мишки Стрекачёва» | текст песен           |
| 1960 | мф  | «Мурзилка на спутнике»                        | текст песен           |
| 1961 | мф  | «Дорогая копейка»                             | сценарий              |
| 1961 | мф  | «Заокеанский репортёр»                        | сценарий              |
| 1961 | ф   | «Окна сатиры»                                 | сценарий              |
| 1962 | мф  | «Небесная история»                            | сценарий              |
| 1962 | мф  | «Только не сейчас»                            | текст песен           |
| 1963 | ф   | «Проболтали» («Фитиль» № 12)                  | сценарий              |
| 1964 | мф  | «Можно и нельзя»                              | сценарий              |
| 1964 | мф  | «На краю тайны»                               | автор текста          |
| 1965 | мф  | «Ваше здоровье!»                              | сценарий              |
| 1968 | ф   | «Ошибка резидента»                            | текст песен           |
| 1968 | ф   | «Полчаса на чудеса»                           | текст песен           |
| 1968 | мф  | «Окно в Советский Союз»                       | сценарий              |
| 1969 | ф   | «Фальшивая нота»                              | сценарий              |
| 1970 | мф  | «Отважный Робин Гуд»                          | сценарий, текст песен |
| 1970 | ф   | «Тайна железной двери»                        | текст песен           |
| 1971 | ф   | «Офицеры»                                     | текст песен           |
| 1973 | мф  | «Василёк»                                     | текст песен           |
| 1973 | мф  | «Здоровье начинается дома»                    | сценарий              |
| 1973 | мф  | «Митя и Микробус»                             | сценарий              |
| 1973 | мф  | «Кто меня толкнул?»                           | сценарий              |
| 1974 | кор | «Есть у меня друг»                            | сценарий              |
| 1976 | мф  | «Будь здоров, зелёный лес!»                   | сценарий              |
| 1976 | мф  | «Шкатулка с секретом»                         | сценарий              |
| 1977 | мф  | «Счастливая»                                  | сценарий              |
| 1978 | мф  | «Наш друг Пишичитай», выпуск 1                | сценарий              |
| 1978 | мф  | «Кто побудет с детьми?»                       | сценарий              |
| 1978 | мф  | «Барс лесных дорог»                           | сценарий              |
| 1979 | мф  | «Наш друг Пишичитай», выпуск 2                | сценарий              |
| 1980 | мф  | «Наш друг Пишичитай», выпуск 3                | сценарий              |
| 1980 | мф  | «Медвежонок Бутхуз» («Самое вкусное»)         | сценарий, текст       |
| 1981 | мф  | «Мария, Мирабела»                             | перевод песен         |
| 1981 | мф  | «Сказка на колёсах»                           | сценарий              |
| 1982 | мф  | «Про белую розу, которая умела краснеть»      | сценарий              |
| 1983 | мф  | «Весёлая карусель» № 13: «Мышонок и кошка»    | сценарий              |
| 1983 | мф  | «Весёлая карусель» № 15: «Всё для всех»       | сценарий              |
| 1983 | мф  | «Добрый лес»                                  | сценарий, текст песен |
| 1984 | мф  | «Не опоздал»                                  | сценарий              |
| 1984 | мф  | «Солдатская лампа»                            | сценарий              |
| 1985 | мф  | «Добро пожаловать»                            | сценарий              |
| 1986 | мф  | «Ветка клёна»                                 | сценарий              |
| 1986 | мф  | «Снежная сказка»                              | сценарий              |

## Награды
- Медаль «За оборону Москвы»[12].
- Медаль «За боевые заслуги» — награждён приказом Военного совета 10-й армии Западного фронта № 753 от 25.11.1942 «за предотвращение паники и сбор отступающих частей армии в боеспособное подразделение»[13].
- Орден Красной Звезды — награждён приказом по 385 сд № 50/н от 25.07.1944 года «за организацию ряда удачных подборок и статей, посвящённых зверству немецко-фашистских войск, и организацию политработы в войсках»[14].
- Медаль «За победу над Германией в Великой Отечественной войне 1941-1945 гг.»[15].
- Орден Отечественной войны II степени — награждён приказом Военного совета 49-й армии 2-го Белорусского фронта № 96 от 10.06.1945 года[16].
- Орден Отечественной войны II степени (21.1.1987)[17].

## Память
- В мае 2015 в Орле — городе, где бард родился, — ему установили памятную доску[18].
- 29 августа 2020 памятная мемориальная доска в честь Аграновича открылась в Москве, на доме, где он жил с 1967 года до своей смерти (район Аэропорт, улица Черняховского, д.2)[19].